# Камза (град)
Камза (на албански: Kamza) e град в Албания. Населението му е 90 000 жители (2012 г.). Намира се в часова зона UTC+1. Пощенският му код е 1029-1031, а телефонния 047. МПС кодът му е TR.